# Volný monoid
Volný monoid na množině je v abstraktní algebře monoid, jehož prvky jsou všechny konečné posloupnosti (neboli řetězce) prvků této množiny, přičemž monoidovou operací je operace zřetězení a neutrální prvek tvořený posloupností nula prvků se nazývá prázdný řetězec, a označuje se obvykle ε nebo λ. Volný monoid nad množinou A se obvykle označuje A∗; volná pologrupa na A je podpologrupa A∗ obsahující všechny prvky kromě prázdného řetězce; obvykle se označuje A+.
Obecněji, abstraktní monoid (nebo pologrupu) S nazýváme volný nebo volná, jestliže je izomorfní s volným monoidem (nebo pologrupou) nad nějakou množinou.
Jak jméno naznačuje, volné monoidy a pologrupy jsou objekty které vyhovují obvyklé univerzální vlastnosti definující volné objekty v kategorii monoidů nebo pologrup. Z toho plyne, že každý monoid (resp. každá pologrupa) se je homomorfním obrazem volného monoidu (resp. volné pologrupy). Studium pologrup jako obrazů volných pologrup se nazývá kombinatorická teorie pologrup.